# Sonet 110 (William Szekspir)

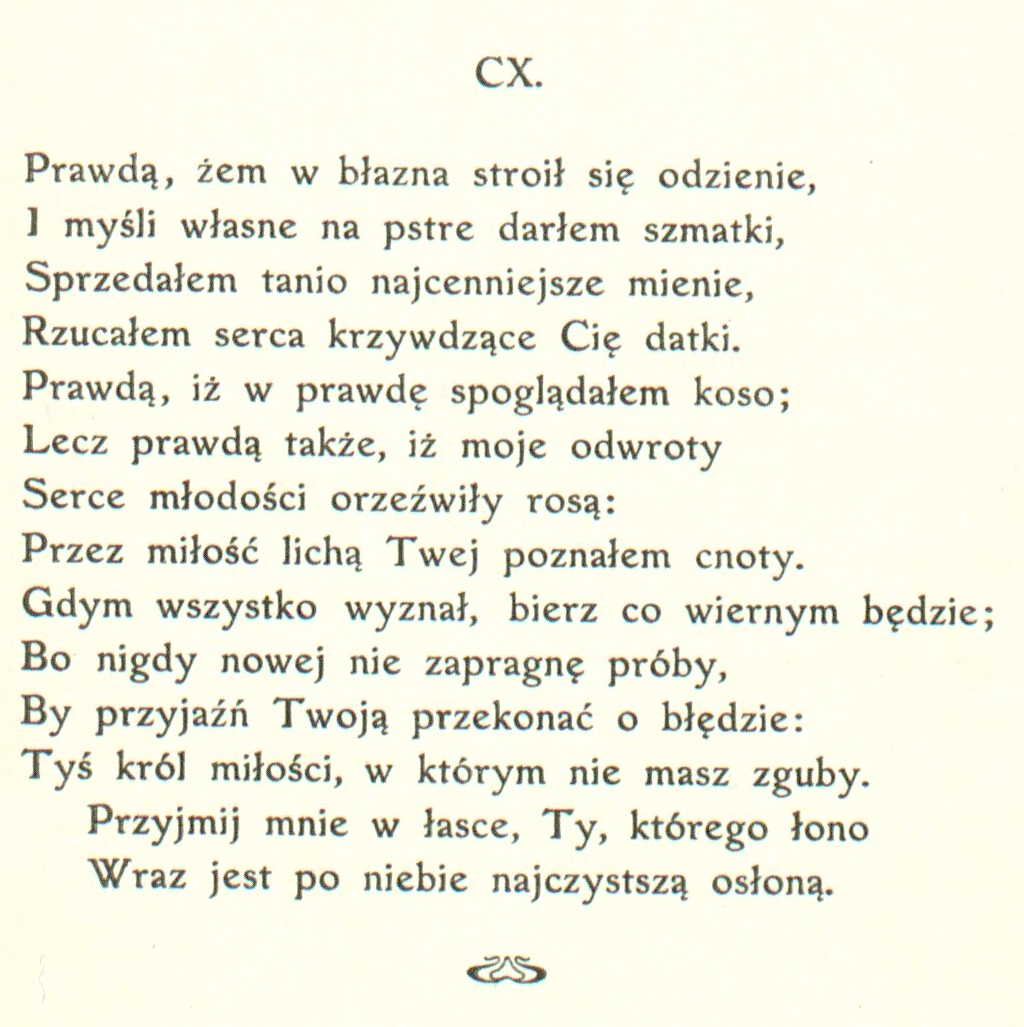
Drugi przekład sonetu 110 na język polski z 1913 przez ks. Marię SułkowskąGórski.

Alas! 'tis true, I have gone here and there,

And made my self a motley to the view,

Gor'd mine own thoughts, sold cheap what is most dear,

Made old offences of affections new;

Most true it is, that I have look'd on truth

Askance and strangely; but, by all above,

These blenches gave my heart another youth,

And worse essays prov'd thee my best of love.

Now all is done, save what shall have no end:

Mine appetite I never more will grind

On newer proof, to try an older friend,

A god in love, to whom I am confin'd.

Then give me welcome, next my heaven the best,

Even to thy pure and most most loving breast.

Ach! tak! Błądziłem tu i tam – bez granic

Na oczach ludzi błazna-m grywał rolę,

Myśli-m swe ranił, skarb rzucałem za nic,

Z świeżych miłostek stare-m wskrzeszał bole.

Wiera, na wierność jam patrzał z ukosa,

Lecz nowa młodość przyszła mi przez błędy;

Jam się przekonał, klnę się na niebiosa,

Że twoja miłość i zawsze i wszędy

Jest mi najdroższa... Wszystko to minęło!

Bierz, co nie ginie. Starszego ja druha

Już nie wystawię na próbę! Czcze dzieło!

On – bóg w miłości! Li jego dziś słucha

Serce! Więc tul mnie, ty najdroższe łono,

Skarbie, prócz nieba, najbogatszy pono!

Sonet 110 (incipit ALas 'tis true,I haue gone here and there ,) – jeden z cyklu 154 sonetów autorstwa Williama Szekspira. Po raz pierwszy został opublikowany w 1609 roku.
Sonet 110 tak jak 109 odnosi się do czasu dobrowolnego odsunięcia się od ukochanego i może być traktowany jako poetyckie tłumaczenie napisane tak aby uzyskać oczekiwany efekt przebaczenia.

## Treść
W sonecie tym podmiot liryczny, przez niektórych badaczy utożsamiany z autorem, przyznaje, że zbłądził z drogi prawdziwej miłości, ale wraca z odnowioną miłością i liczy, że zostanie ponownie przyjęty przez ukochanego. Natomiast ostatni dwuwiersz sonetu może być odczytywany jako aluzja do ukochanego (młodzieńca), że niczym się nie różnił w swoich zachowaniach od podmiotu lirycznego. 
W wersji oryginalnej w sonecie efekt dramatyczny jest osiągnięty nie tylko poprzez warstwę treściową, ale również poprzez odpowiednie użycie czasów, w wierszach 1-8 użyty jest czas przeszły, w wierszu 9 czas teraźniejszy natomiast w wierszach 10-12  – czas przyszły. 

## Polskie przekłady
| 1911 |  | Tak jest, niestety, znałem co bezdroże,                         |  | Artur Górski        | [ 12 ] |
| 1913 |  | Prawdą, żem w błazna stroił się odzienie,                       |  | Maria Sułkowska     | [ 13 ] |
| 1922 |  | Ach! tak! Błądziłem tu i tam – bez granic                       |  | Jan Kasprowicz      | [ 4 ]  |
| 1948 |  | Ach, prawda, żem się włóczył tu i tam, był [słowo nieczytelne], |  | Władysław Tarnawski | [ 14 ] |
| 1948 |  | Tak jest, niestety, znałem co bezdroże,                         |  | Artur Górski        | [ 15 ] |
| 1968 |  | Tak, prawda, żem się włóczył i był pośmiewiskiem                |  | Marian Hemar        | [ 16 ] |
| 1979 |  | To smutna prawda: tu i tam bywałem                              |  | Maciej Słomczyński  | [ 17 ] |
| 2011 |  | Racje, niestety: gardząc wszelaką przystanią,                   |  | Stanisław Barańczak | [ 8 ]  |
| 2015 |  | Prawda, niestety, żem błądził po świecie                        |  | Ryszard Długołęcki  | [ 18 ] |